# Thomaskirchhof
Der Thomaskirchhof ist ein Platz in der westlichen Altstadt von Leipzig. In seinem Zentrum steht die Thomaskirche.

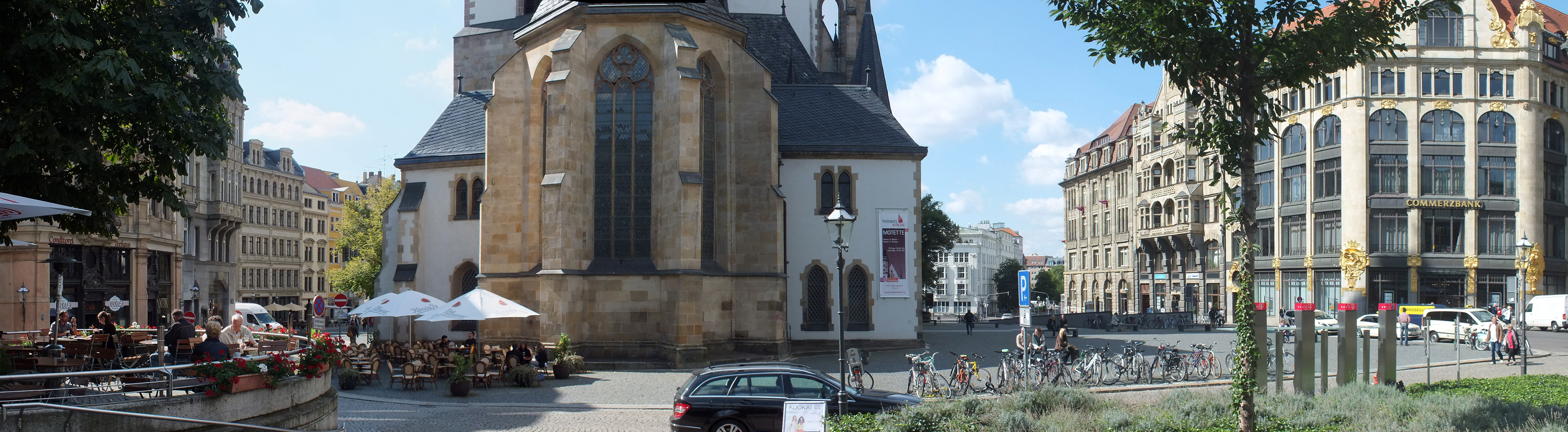
Thomaskirchhof – Gesamtansicht (2012)

## Lage
Der Thomaskirchhof umgibt die Thomaskirche auf drei Seiten (Nord, Ost und Süd). An den Außenseiten des Platzes liegen Fahrstraßen mit der Adresse Thomaskirchhof. Im Westen schließt der Dittrichring den Platz ab. Auf den Thomaskirchhof münden die Klostergasse, die Thomasgasse und die Burgstraße. Der Platz hat in Ost-West-Richtung eine Ausdehnung von etwa 115 Metern und ist an der Westseite etwa 90 Meter breit. In der Südostecke reichen Bauten in das Rechteck des Platzes. Der dadurch entstehende kleine intime, etwa 23 mal 36 Meter große Teil mit dem Neuen Bachdenkmal südlich der Kirche wird fälschlicherweise oft als gesamter Thomaskirchhof angesehen. Im Nordteil des Platzes befindet sich die Zufahrt zur Tiefgarage unter der Marktgalerie.

## Geschichte und Bebauung

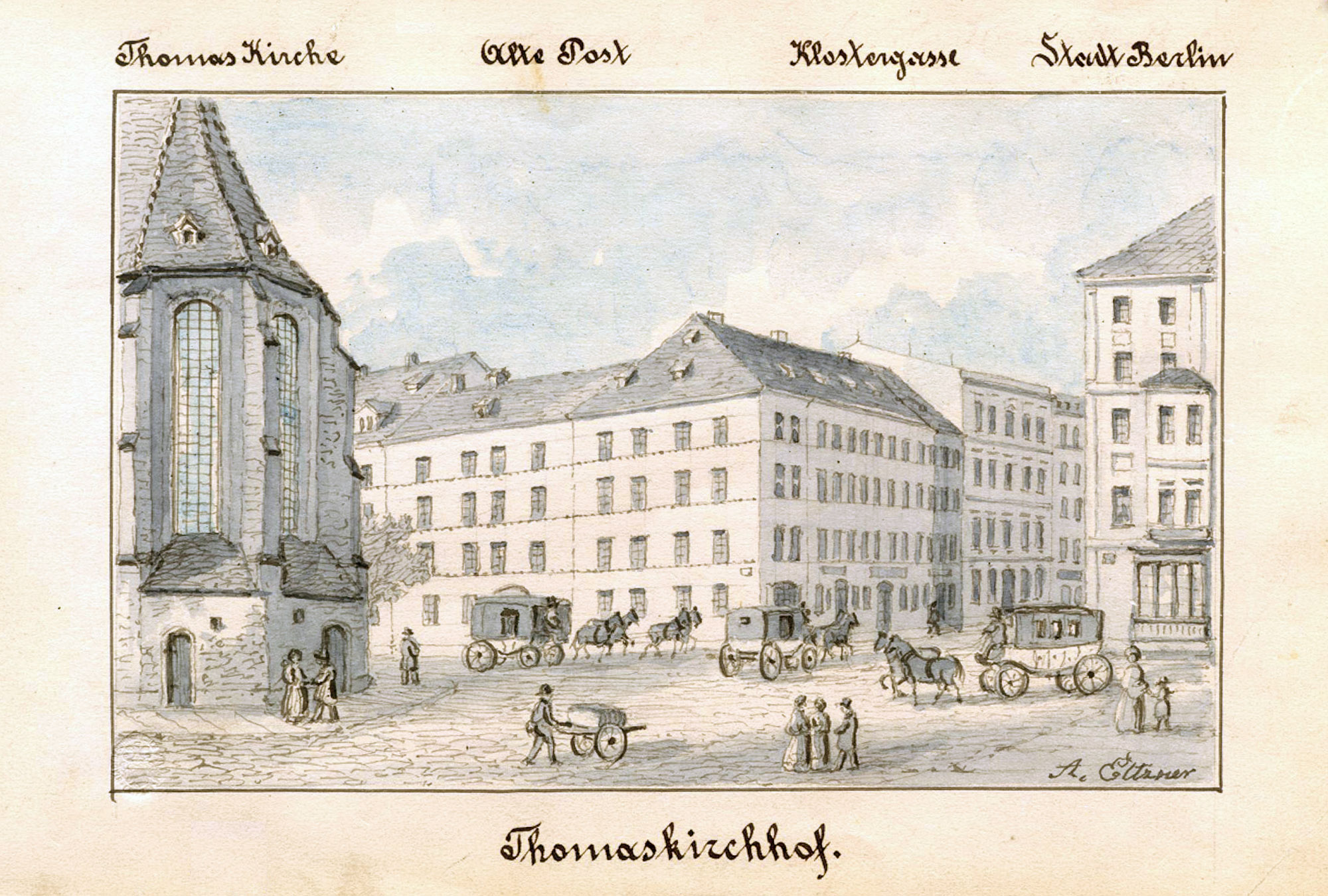
Historische Bauten an der Nordseite des Thomaskirchhofs, Zeichnung von Adolf Eltzner (um 1850)

Nach der Gründung des Leipziger Chorherrenstifts des Augustinerordens mit der Bestätigung durch den Markgrafen Dietrich von Meißen im Jahre 1212 wurde die bisherige Marktkirche zur Stiftskirche St. Thomas und der umgebende Bereich zum Klostergelände. Durch die Säkularisation des Chorherrenstifts im Zuge der Reformation fiel das Gelände um die Thomaskirche an den sächsischen Hof, von dem es die Stadt Leipzig erwarb und zur Gewinnung von Baugrund die Klostergebäude 1543 niederreißen ließ.

### Nordseite
Von diesem Baugelände erwarb der Leipziger Kaufmann Heinrich Scherl (1475–1548) das Eckgrundstück Thomaskirchhof/Klostergasse und errichtete ein vierstöckiges Gebäude. Von den in Schulden geratenen Nachkommen Scherls kaufte es 1582 der Kurfürst August und vereinte es mit dem bereits 1559 erworbenen Nachbargrundstück zum kurfürstlichen Amtshaus. In dem bis etwa 1900 existierenden Gebäude waren auch die 1764 gegründete Leipziger Zeichenakademie, das kursächsische bzw. königlich-sächsische Postamt und andere Einrichtungen untergebracht. Nach dem Umzug von Post und Amtshaus an den Augustusplatz erwarb die Reformierte Kirche das Gebäude und baute den im Hofteil gelegenen Betsaal 1841 zur Kirche mit klassizistischem Predigtsaal um. Dem Amtshaus gegenüber an der Ecke Klostergasse/Thomasgasse befand sich das um 1900 abgerissene Hotel „Stadt Berlin“, das im 18. Jahrhundert zu den vornehmsten Gasthöfen der Stadt zählte.
Das benachbarte Gebäude, das sogenannte Consistorium, gehörte auch Mitgliedern der Scherl-Familie. Es beherbergte kirchliche Verwaltungseinrichtungen, bevor es von 1852 bis 1871 die Ratsfreischule bezog. Danach war bis zu seinem Abriss die Städtische Fortbildungsschule für Mädchen untergebracht. Die letzten Gebäude in der Reihe bildeten das Küsterhaus und die Superintendentur.
Letztere reichte bis an die zunächst dort noch geschlossene Stadtmauer. Anfang des 19. Jahrhunderts wurde hier aber eine Öffnung zur Promenade geschaffen. An der Wende zum 20. Jahrhundert wurde die gesamte nördliche Bebauung des Thomaskirchhofs niedergelegt und auf drei großen Grundstücken (Thomaskirchhof 20–22) wurden drei Geschäftshäuser errichtet, deren Front zur Gewinnung von Verkehrsraum gegenüber der alten Bebauung deutlich eingerückt war. (Von 1896 bis 1951 fuhr die Straßenbahn über den Thomaskirchhof.) 1905 baute der Architekt Peter Dybwad (1859–1921) ein neues Geschäftsgebäude an der Ecke Dittrichring für das Bankhaus Meyer & Co. In dessen ehemaligen Räumen befindet sich heute die Gaststätte „Tresor“. An der Ecke Klostergasse errichtete 1903/04 Franz Ebert sein architektonisch aufwendiges Konfektionshaus (Architekten Schmidt & Johlige), aus dem nach Beseitigung einiger Kriegsschäden 1945 ein allgemeines Kaufhaus (ab 1949 Konsumkaufhaus „Fortschritt“) und 1984 das Modehaus „Topas“ wurde. 1990 erwarb es die Commerzbank und ließ es bis 1994 aufwendig als ihre Leipziger Zentrale sanieren. (siehe Kaufhaus Ebert) Der reiche Goldschmuck ist für ein Geschäftshaus in Mitteldeutschland einmalig. Zwischen den beiden Eckgrundstücken errichtete der Architekt A. Conrad 1903 ein weiteres Geschäftshaus, das Haus Thomaskirchhof 21.

Das Amtshaus Ecke Klostergasse um 1890
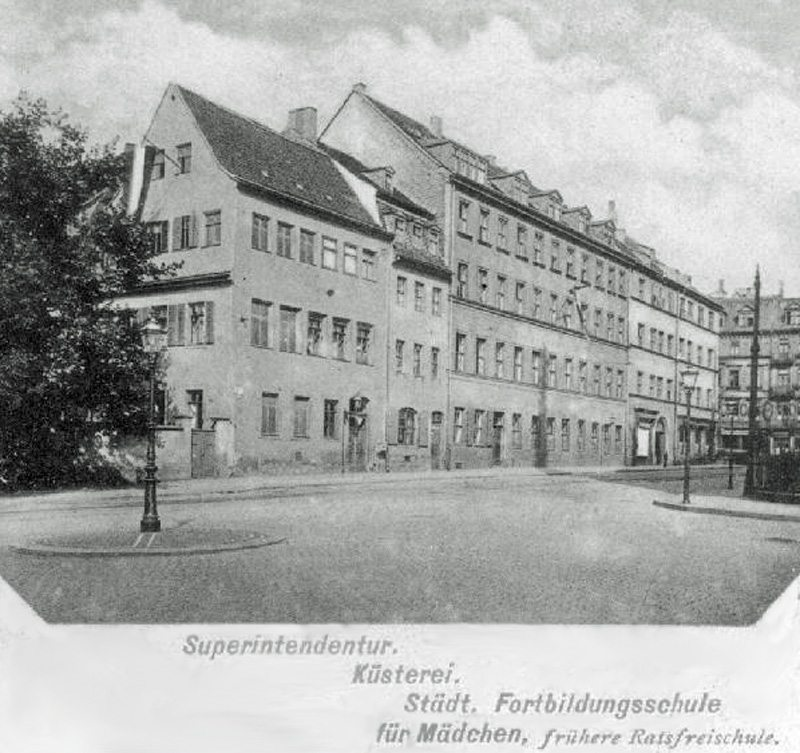
Die Bebauung der Nordseite um 1900
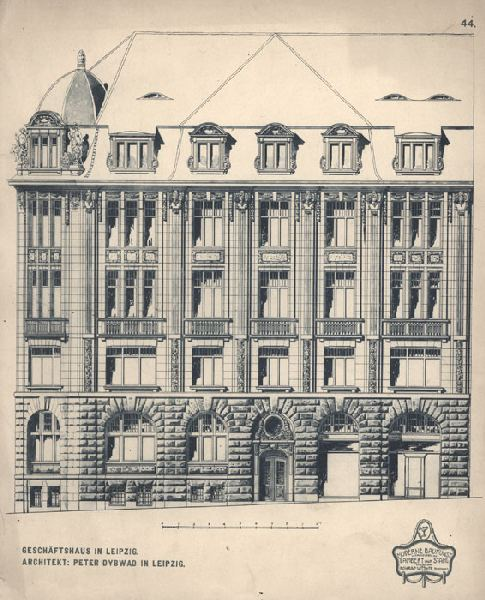
Architekturzeichnung für das Meyersche Bankhaus
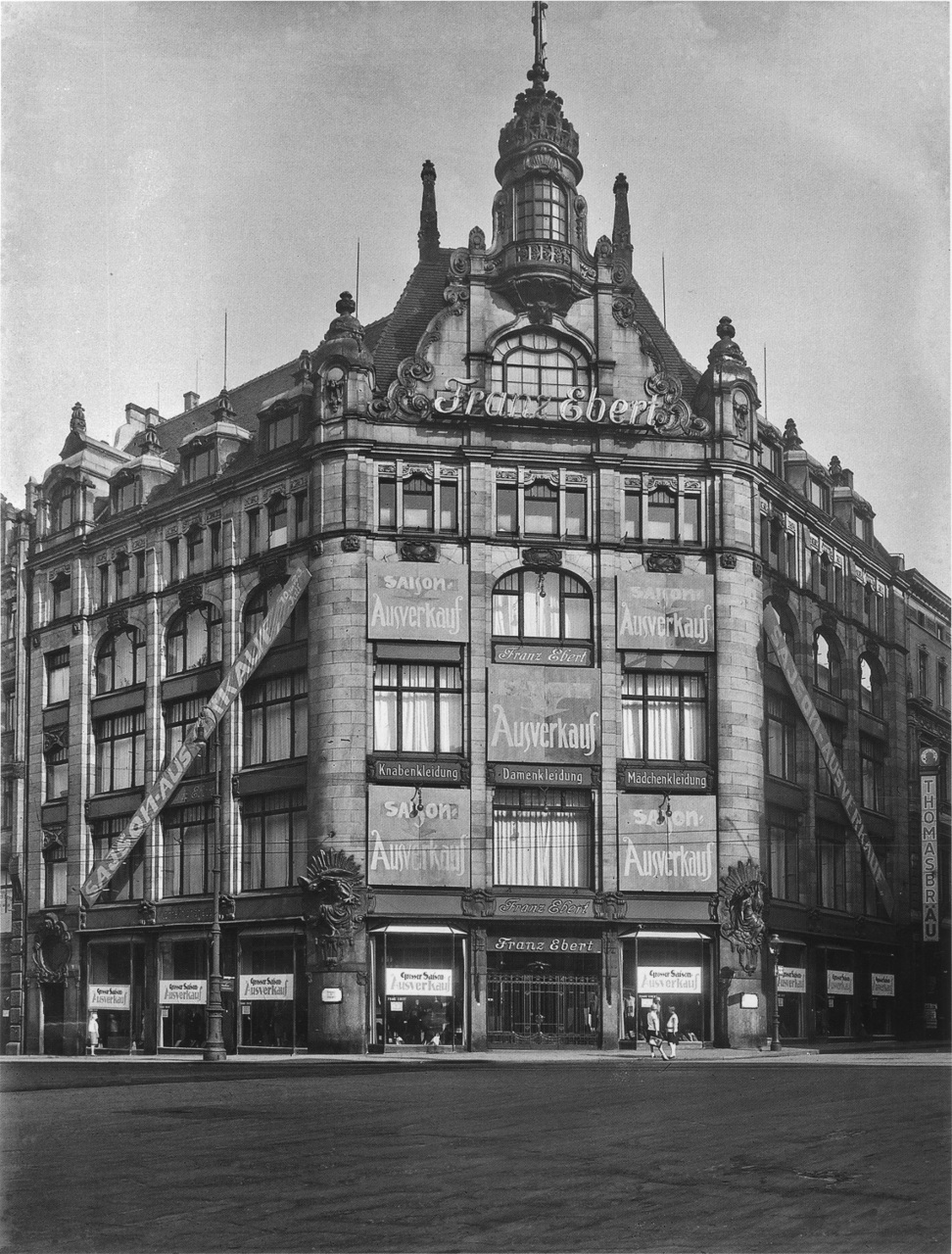
Das Konfektionshaus Ebert am Ostende der Nordseite um 1920
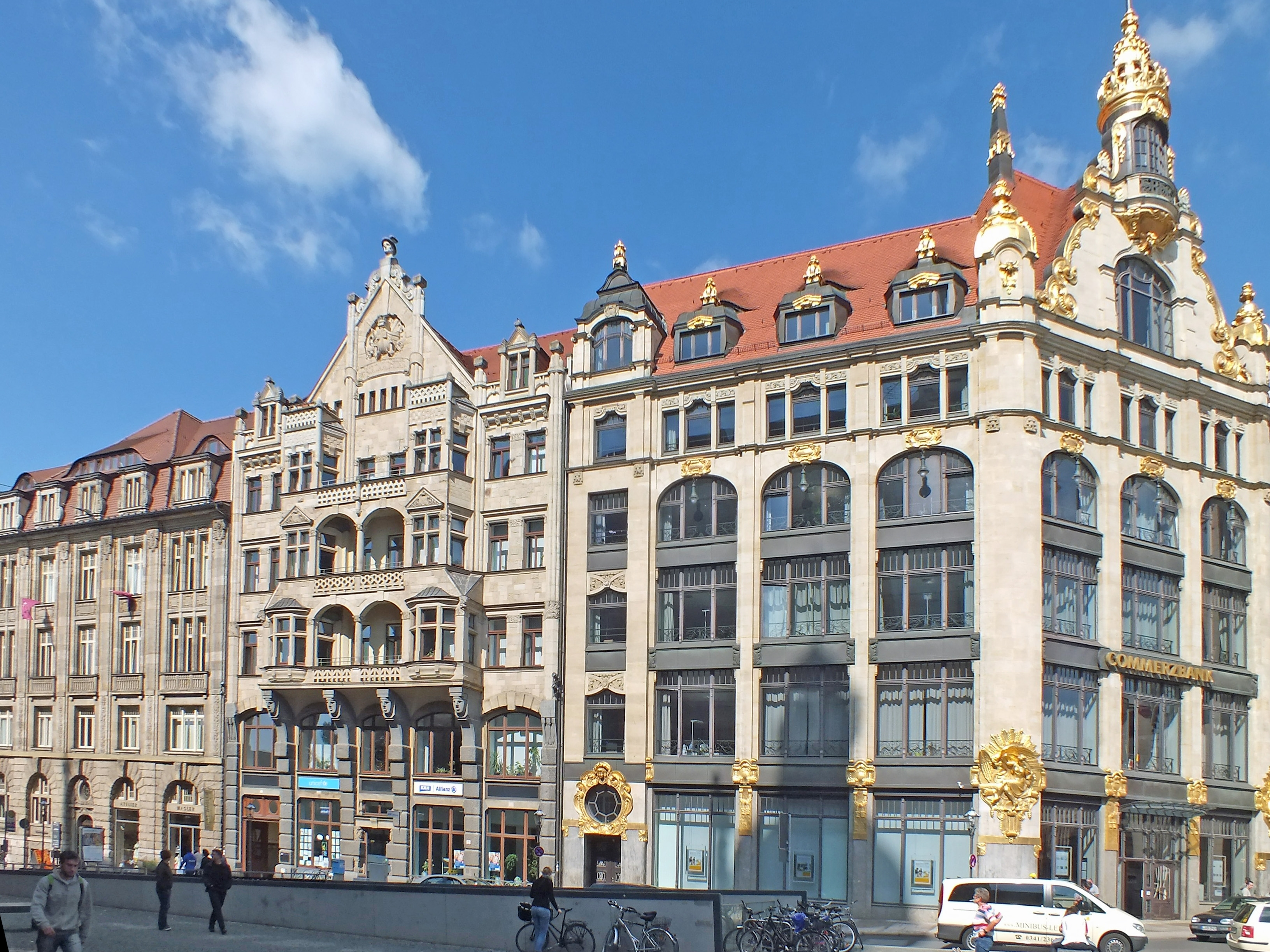
Die Bebauung der Nordseite 2012

### Ostseite
Nach der Einmündung der vom Markt kommenden, früher viel schmaleren Thomasgasse folgte an der Ostseite des Platzes eine Reihe von acht Geschäftshäusern. Eines davon war das an der Petersstraße stehende Kaufhaus von Gustav Steckner, das bis zum Thomaskirchhof reichte. Es war 1875 von Otto Jummel entworfen worden und enthielt eine der frühesten Einkaufspassagen der Stadt, die Steckner-Passage zwischen Petersstraße und Thomaskirchhof. Auch weiter südlich gab es bis zu Beginn des 20. Jahrhunderts noch einen Durchgang vom Thomaskirchhof zur Petersstraße. Die ersten sechs Häuser der Reihe wurden im Zweiten Weltkrieg zerstört und nicht wieder aufgebaut. An ihrer Stelle befindet sich jetzt die Thomaswiese genannte Grünanlage zwischen Markt und Thomaskirche, die den Blick vom Alten Rathaus zur Thomaskirche freigibt.  Das an die Anlage angrenzende Restaurant „Brauerei an der Thomaskirche“ führt die Adresse Thomaskirchhof 3–5.

Nach Süden endete die Ostseite des Thomaskirchhofs in einer kurzen Sackgasse, die auch heute noch vorhanden ist. Sie wird inoffiziell von jeher „Der Sack“ genannt und enthält die Grundstücke mit den Nummern 7 bis 11. Hier lag früher der Wirtschaftshof des Thomasklosters. Am hinteren Ende, den jetzt ein bis 2005 errichtetes Geschäftshaus bildet, befand sich das Restaurant „Thomas-Kloster“. Den vorderen rechten Abschluss des Sacks bildet das Café Kandler. Das Nachbarhaus, das Haus der Kirche vom Architekten Peter Dybwad von 1911, zählt nicht zum Thomaskirchhof, sondern zur hier einmündenden Burgstraße und wurde an der Stelle von drei früheren zu Thomaskirche gehörigen Predigerhäusern errichtet.

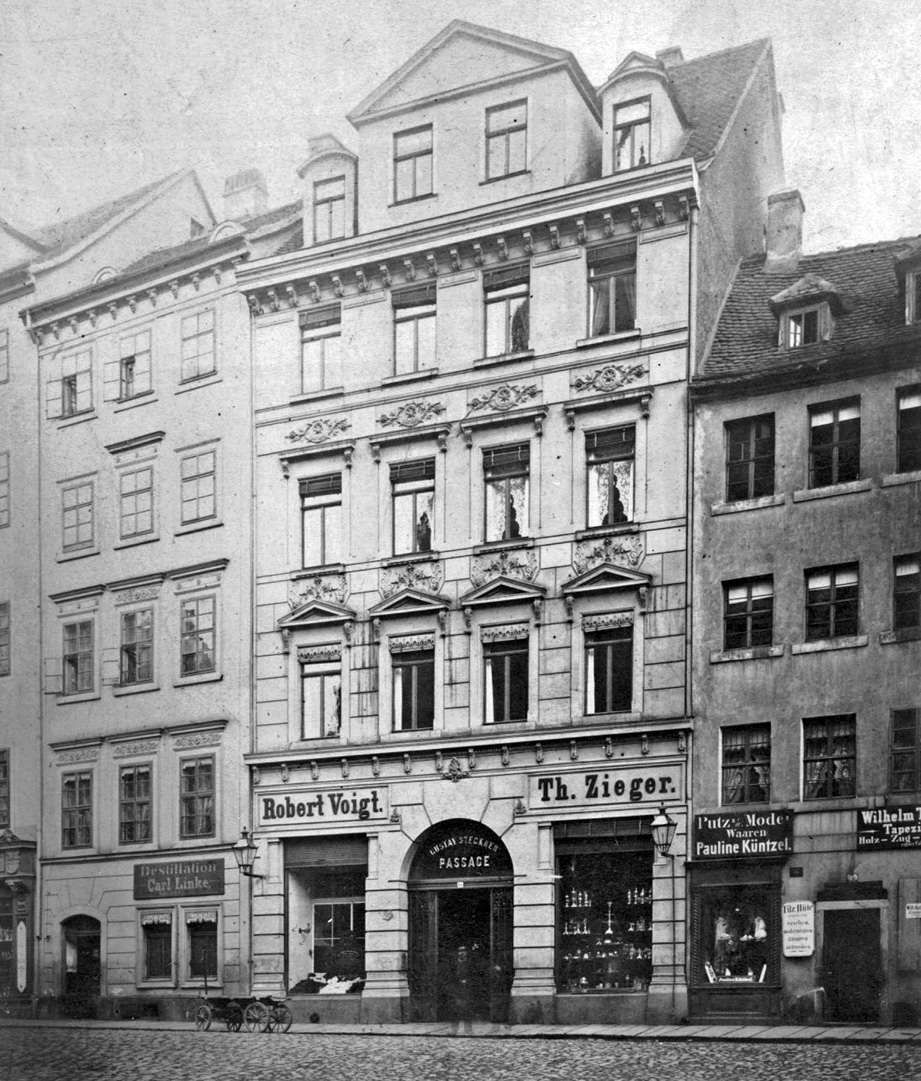
Die Thomaskirchhofseite der Steckner-Passage vor 1885
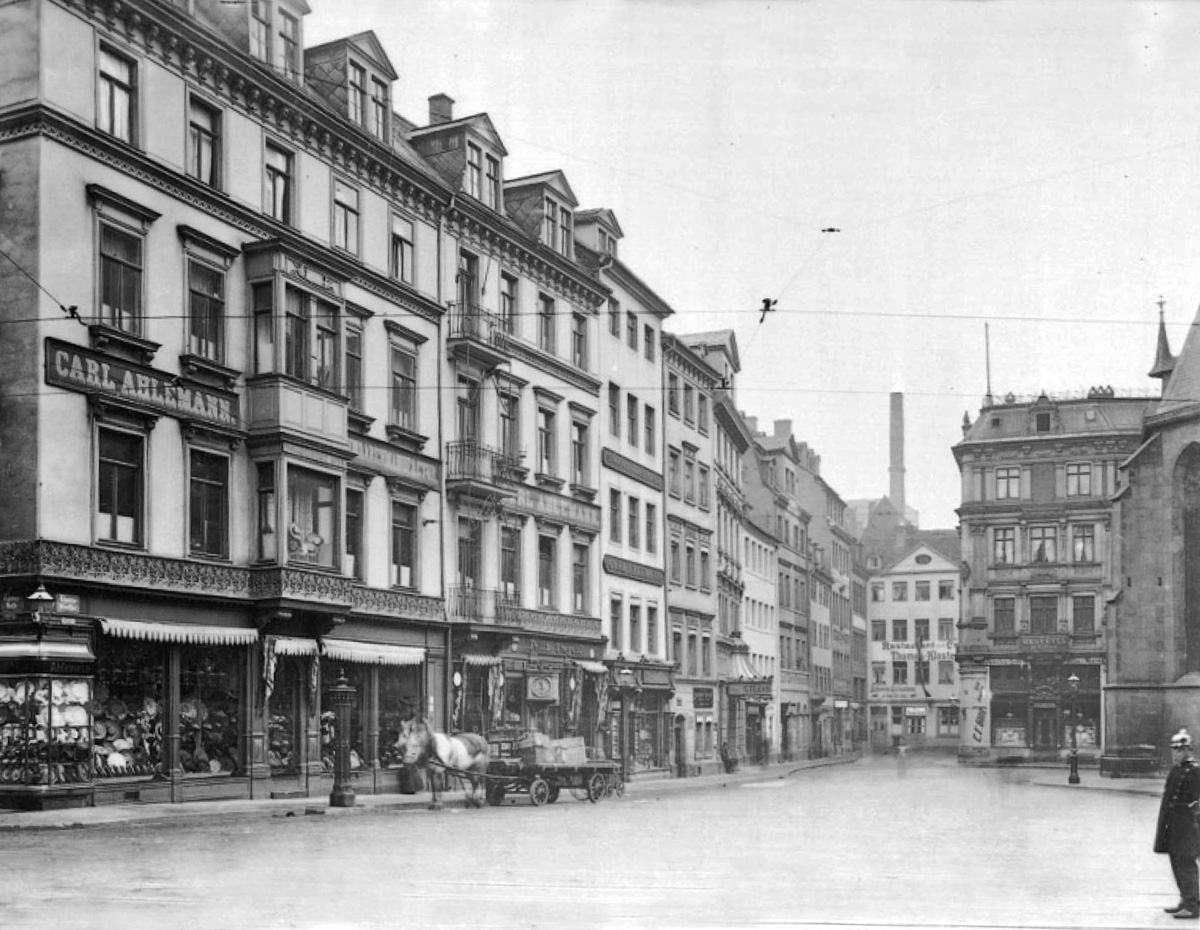
Die Gesamtbebauung der Ostseite um 1910
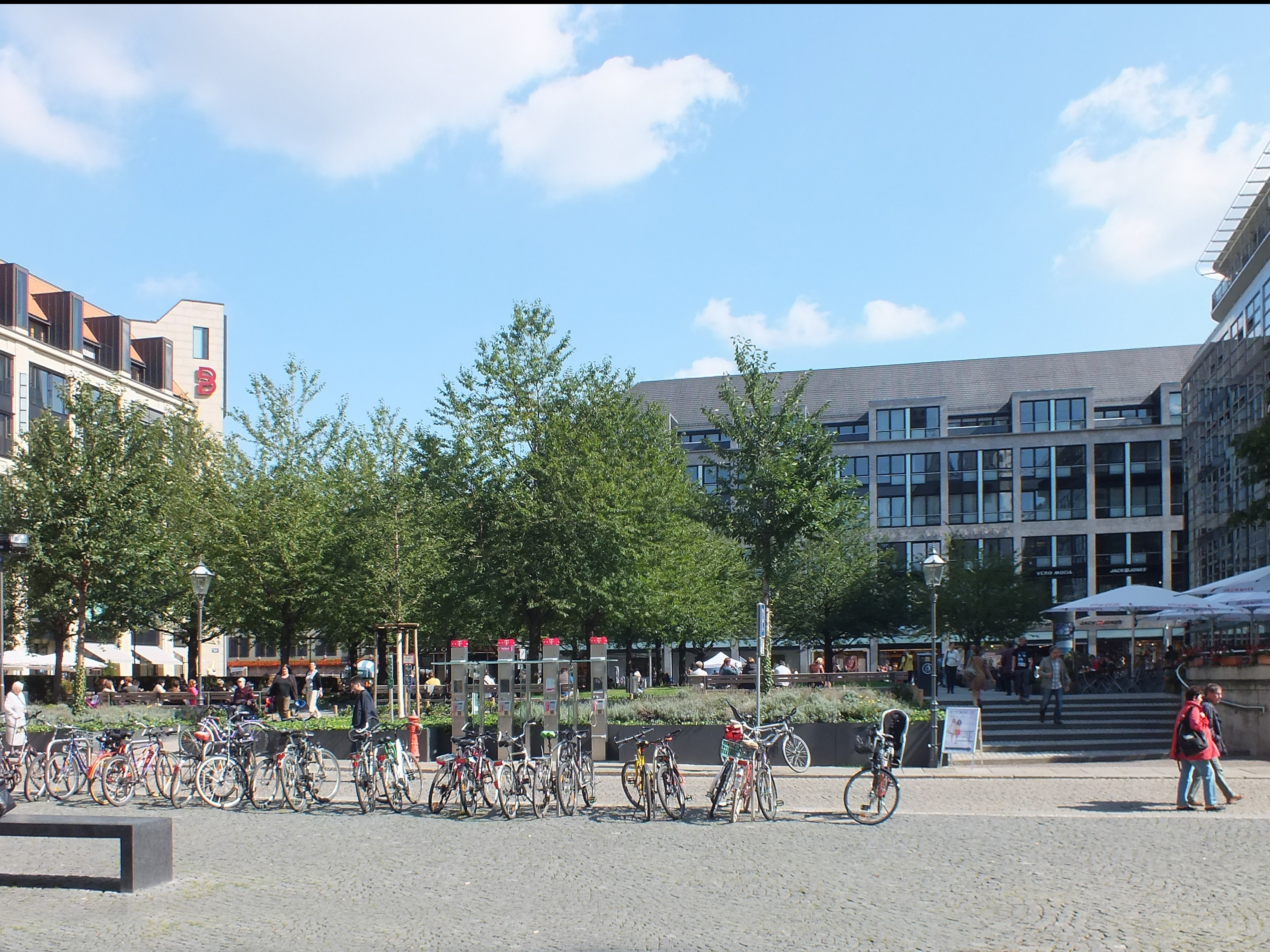
Der begrünte Teil der Ostseite 2012
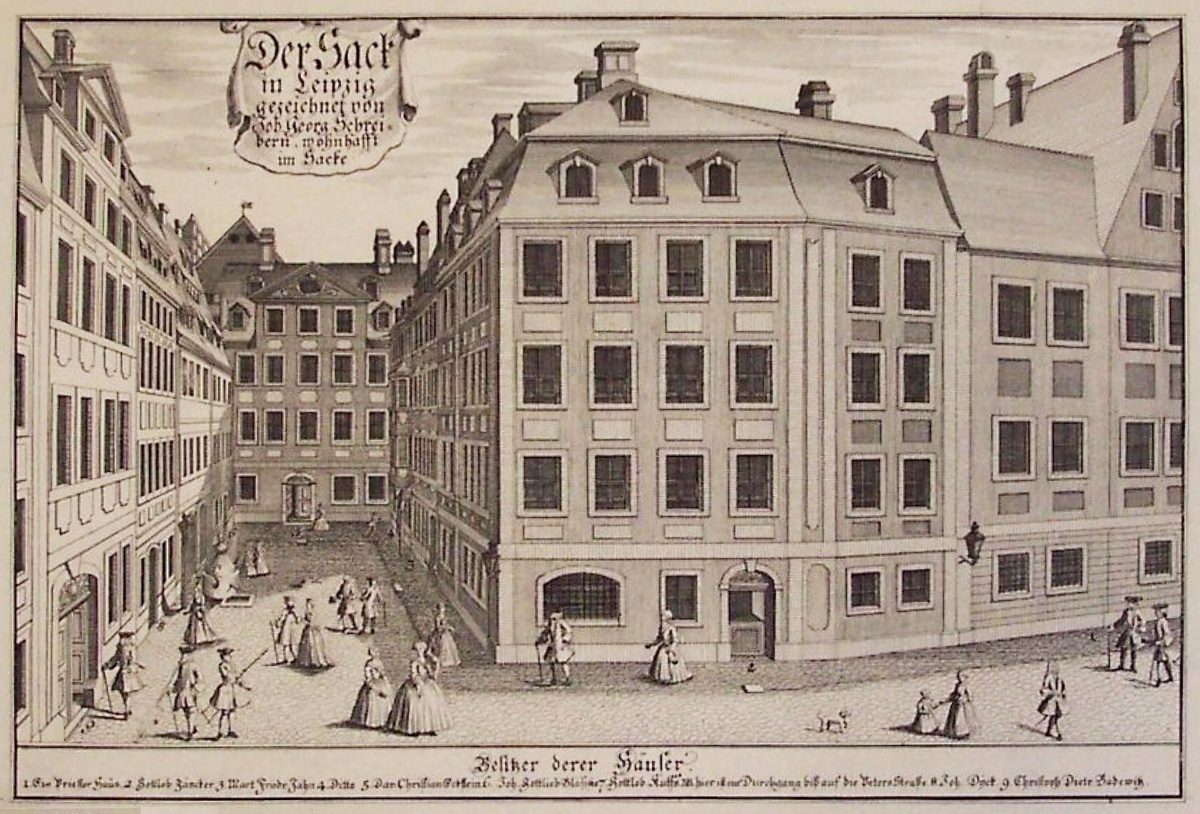
Der Sack – das südliche Ende der Ostseite 1730
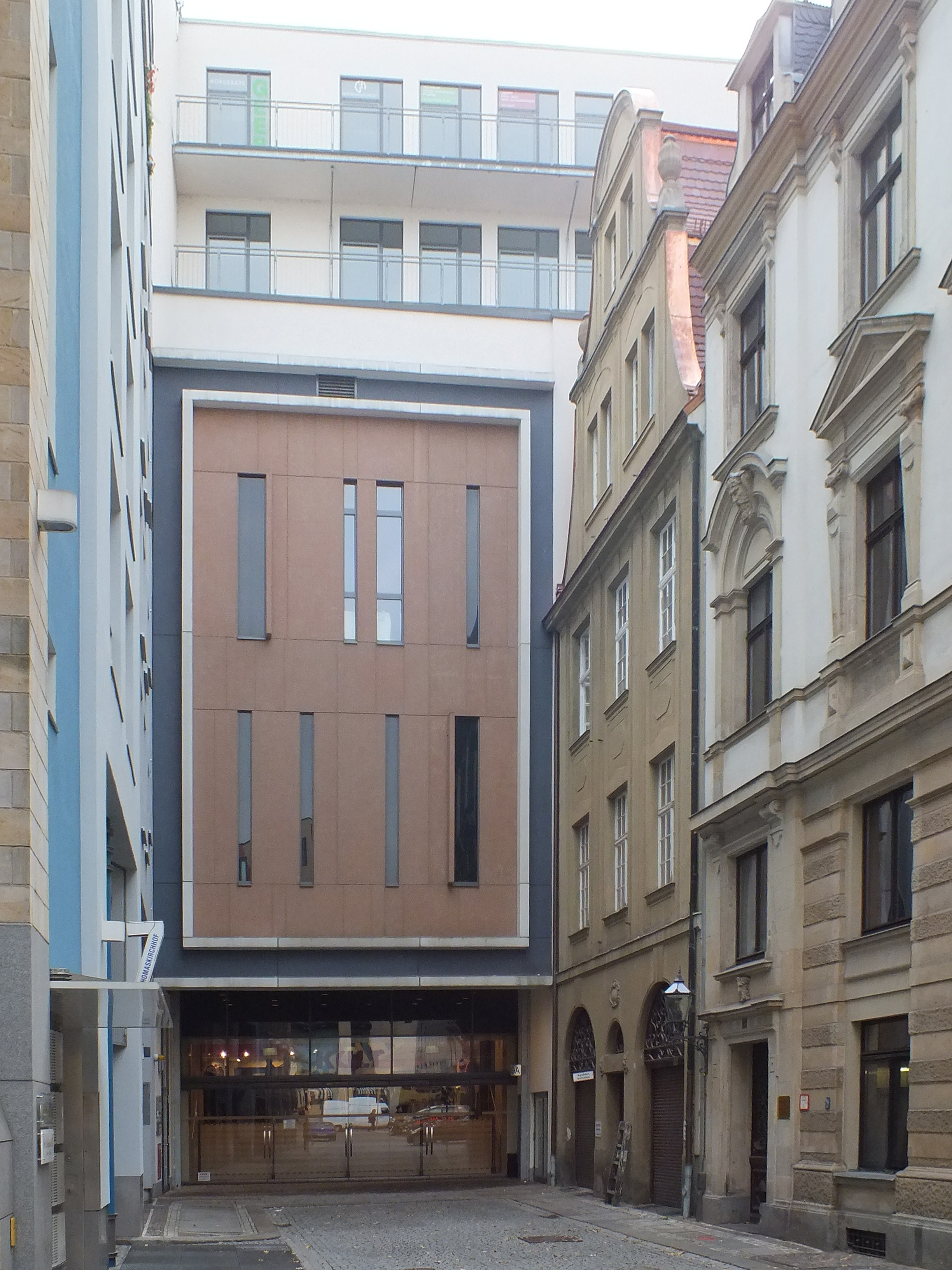
Der Sack 2011

### Südseite
Die Bebauung der Südseite des Thomaskirchhofs beginnt mit dem Eckhaus Nr. 12, in dem sich heute die Gaststätte „Bachstüb'l“ und das 1999 eröffnete „Sächsische Apothekenmuseum“ mit dem Restaurant „Centralapotheke“ befinden. Bis 1996 noch als die „Central-Apotheke“, ist das Haus eng mit dem Namen von Willmar Schwabe und der Homöopathie verbunden. Schwabe übernahm 1863 für zwei Jahre die Verwaltung der im Hause ansässigen „Homöopathischen Central-Apotheke Täschner & Co.“ und kaufte das Gebäude, das sich noch heute im Besitz der Familie befindet. Der 23-jährige Karl May wohnte 1865 vor seiner Festnahme wegen Betruges für eine Woche in diesem Hause.
Nach einer schmalen Lücke folgt das Haus „Lindwurm“, dessen Name bereits 1647 auftauchte und auf eine bis 1886 angebrachte Holztafel mit dem den Drachen tötenden Hl. Georg Bezug nimmt. Es wurde um 1900 neu errichtet und beim letzten Umbau 2011 mit dem Nachbarhaus Nr. 14 vereinigt. Das Ensemble beherbergt jetzt das Hotel „Bach14“ und ein Weinrestaurant.
Das Haus Nr. 16 ist das Bosehaus. Das 1586 errichtete Haus kaufte 1710 der Gold- und Silberwarenkaufmann Georg Heinrich Bose und baute es in barockem Stil grundlegend um. Johann Sebastian Bach war häufiger Gast im Hause Bose. Heute ist das Haus Bach-Gedenkstätte. Es beherbergt seit 1985 das 1950 gegründete Bach-Archiv, das die Grundlage für das im Haus ebenfalls beheimatete Bach-Museum ist.  Von 2008 bis 2009 wurde das Gebäude zusammen mit seinem Nachbarhaus Nr. 15 saniert und das Bach-Museum erweitert und neu gestaltet. Dabei wurde der Saal des Hauses in den Zustand von 1711 versetzt. Von 1961 bis 2007 war das Bosehaus auch die Spielstätte des Kabaretts Leipziger Pfeffermühle. Das letzte zum Thomaskirchhof gehörende Haus in der Häuserreihe ist das Wohn- und Geschäftshaus Nr. 17 mit dem Restaurant „Johann S.“; das Eckhaus gehört zum Dittrichring.

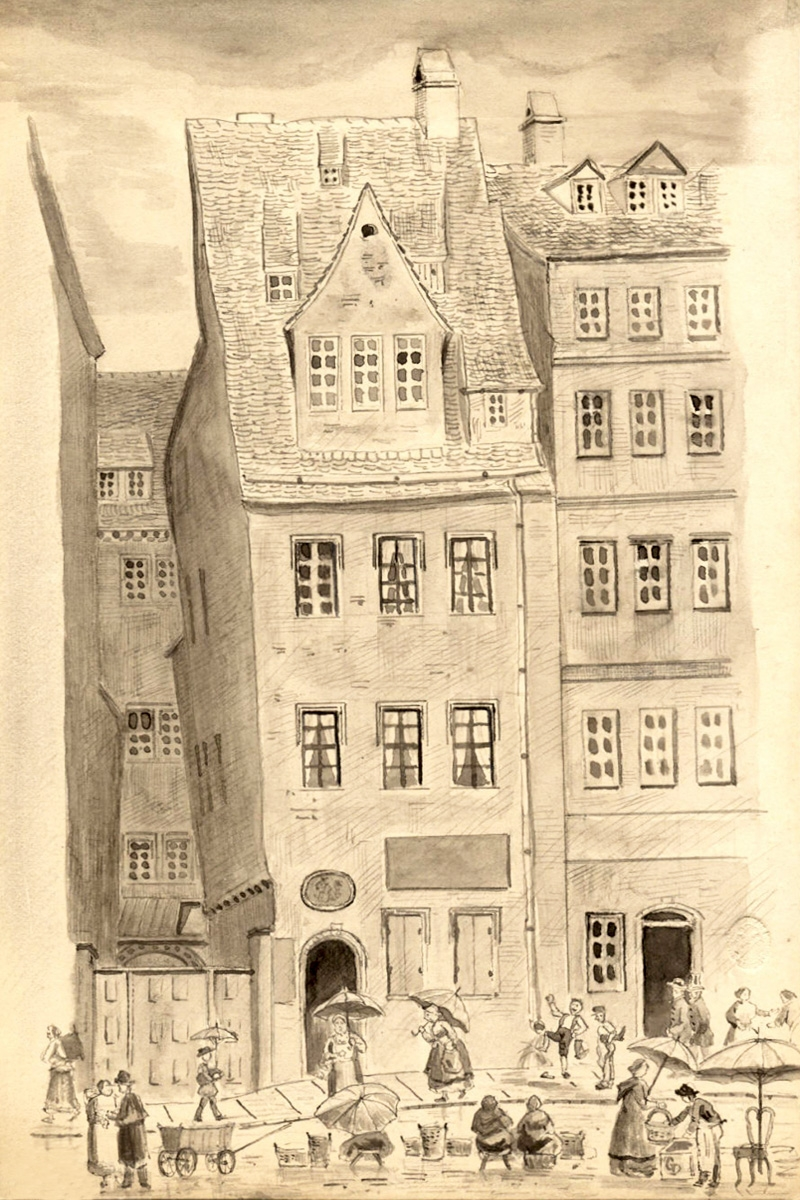
Das Haus „Zum Lindwurm“ 1889
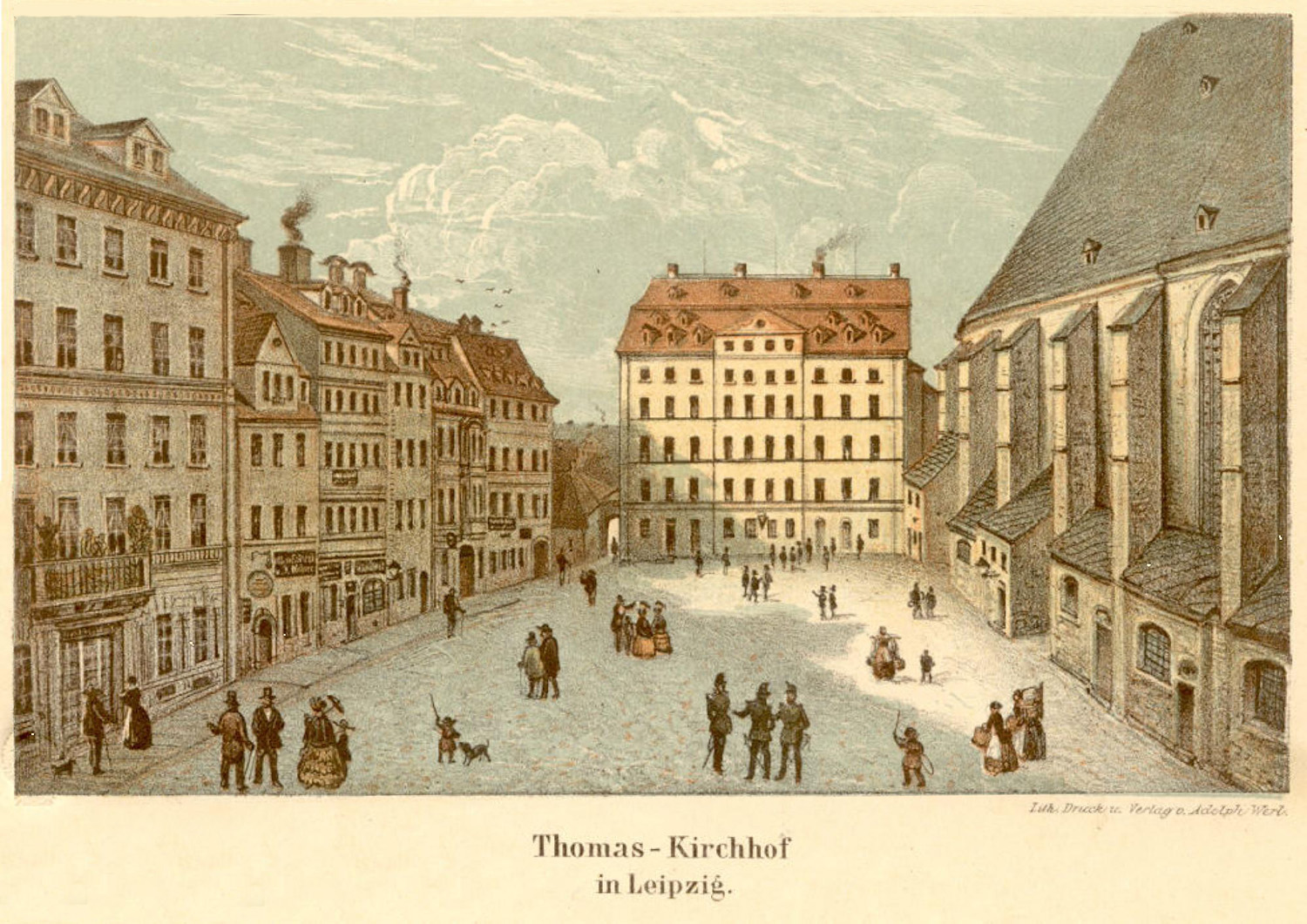
Der südliche Thomaskirchhof mit Thomasschule und Thomaspförtchen 1850
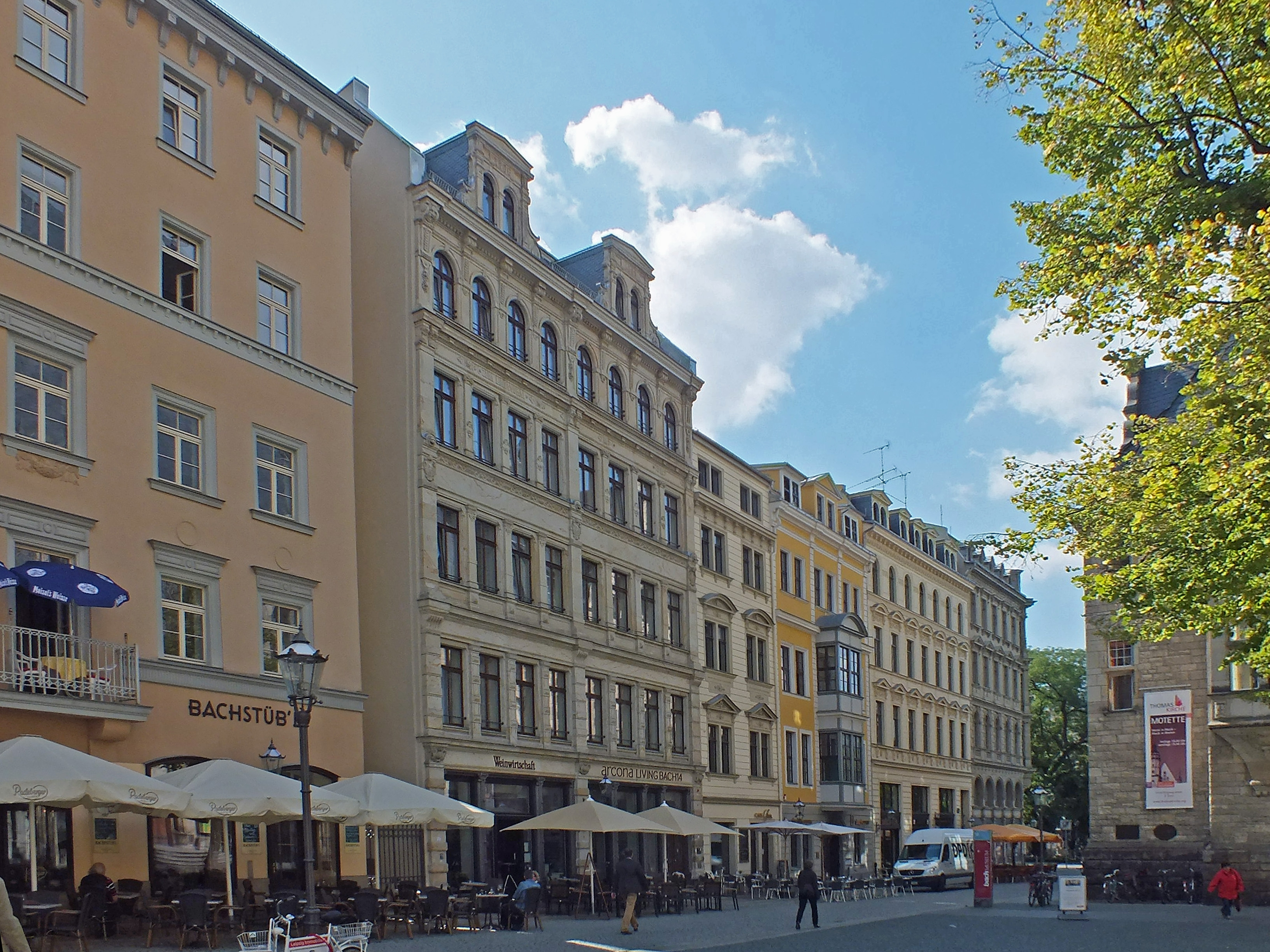
Die Südseitenbebauung 2012
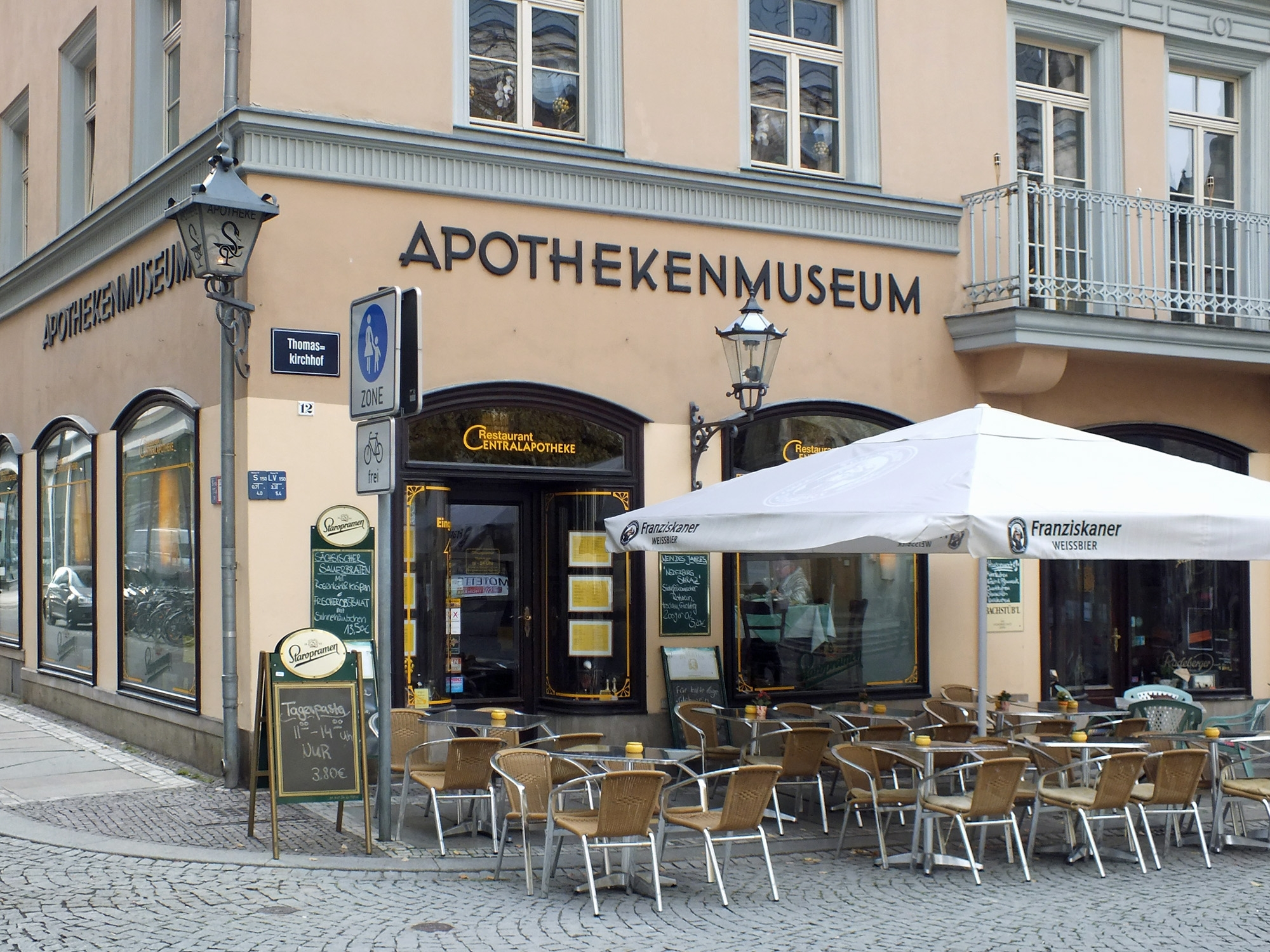
Das Apothekenmuseum Ecke Burgstraße
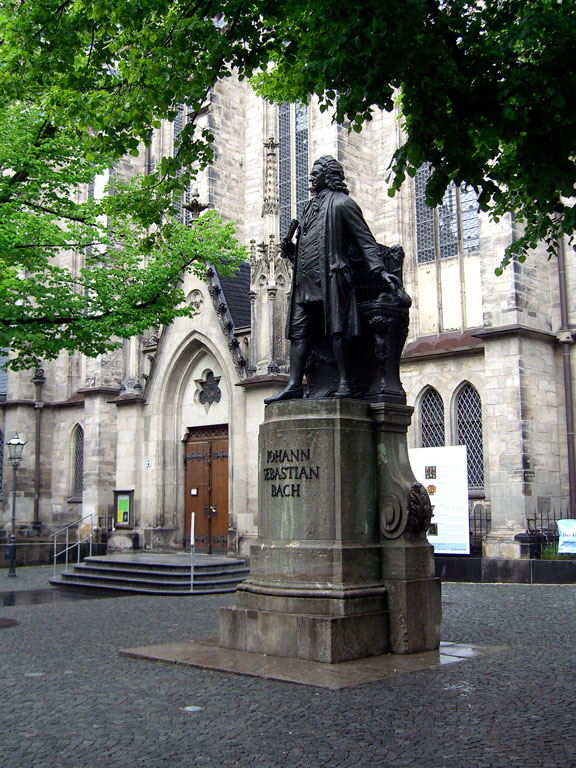
Das Neue Bach-Denkmal

### Westseite
Die Westseite südlich der Thomaskirche war der traditionelle Standort der Thomasschule. Die vom Kloster seit dem 13. Jahrhundert betriebene Stiftsschule ging 1539 in den Besitz der Stadt über, die sie 1553 durch einen Anbau erweiterte. Die Schule bildete die Außenmauer der Stadt. Neben ihr führte das Thomaspförtchen zur Thomasmühle und später auf die Promenade. 1732, während der Amtszeit Bachs, wurde das Gebäude im Barockstil erneuert und aufgestockt. Ein weiterer Umbau erfolgte 1829. 1877 zog wegen Platzmangel die Schule in ein neues Gebäude in der Schreberstraße um. Der nun leerstehende Bau am Thomaskirchhof wurde 1899 für die Errichtung einer neuen Superintendentur abgerissen, wodurch ein wichtiger authentischer Ort der Bachpflege verlorenging.
Im Winkel von Thomaskirche und Superintendentur steht seit 1908 das Neue Bachdenkmal anstelle des seit 1883 dort befindlichen  Leibnizdenkmals.

## Nutzung
Während der nördliche Teil des Thomasfriedhofs mit der Tiefgaragenzufahrt nahezu reine Verkehrsfläche ist, stellt der südliche Teil mit dem Eingang zur Thomaskirche, dem Bachdenkmal, dem Bachmuseum und dem Thomasshop einen der wichtigsten touristischen Plätze Leipzigs dar. Das äußert sich auch nicht zuletzt an der hohen Dichte der gastronomischen Einrichtungen. In den Sommermonaten dient der Platz auch für Freiluftkonzerte.
Die Grünanlage zwischen Thomaskirchhof und Markt stellt eine beliebte Erholungszone im Zentrum der Stadt dar.
Der Thomaskirchhof ist in die auf die Musik bezogenen Teile der Leipziger Initiativen zum  UNESCO-Welterbe eingebunden.